# Nagoya Challenger 1986
Il Nagoya Challenger 1986 è stato un torneo di tennis facente parte della categoria ATP Challenger Series nell'ambito dell'ATP Challenger Series 1986. Il torneo si è giocato a Nagoya in Giappone dal 28 aprile al 4 maggio 1986 su campi in cemento.

## Vincitori

### Singolare
Russell Simpson ha battuto in finale  Vallis Wilder con il punteggio di 7–5, 5–7, 6–4

### Doppio
David Mustard /  Russell Simpson hanno battuto in finale  Shane Barr /  Scott McCain con il punteggio di 7–5, 5–7, 6–4